# Chris Kunitz
Christopher Kunitz (* 26. září 1979 Regina) je bývalý kanadský hokejový útočník. Je čtyřnásobným držitelem Stanley Cupu a zlatým medailistou ze ZOH 2014. Po sezoně 2018/2019 v dresu Chicaga Blackhawks ukončil aktivní sportovní kariéru.

## Ocenění a úspěchy
- 2002 CCHA – První All-Star Tým
- 2003 CCHA – První All-Star Tým
- 2003 CCHA – Hráč roku
- 2003 NCAA – První západní All-American Tým
- 2004 AHL – All-Star Game
- 2013 NHL – All-Star Tým

## Prvenství
- Debut v NHL – 17. ledna 2004 (Vancouver Canucks proti Mighty Ducks of Anaheim)
- První asistence v NHL – 28. ledna 2004 (Mighty Ducks of Anaheim proti Los Angeles Kings)
- První gól v NHL – 1. listopadu 2005 (Mighty Ducks of Anaheim proti Nashville Predators, českému brankáři Tomáši Vokounovi)
- První hattrick v NHL – 19. listopadu 2006 (Anaheim Ducks proti Phoenix Coyotes)

## Klubová statistika
| Sezóna       | Klub                    | Soutěž       |      | Základní část | Základní část | Základní část | Základní část | Základní část |    | Play off | Play off | Play off | Play off | Play off |
| Sezóna       | Klub                    | Soutěž       | Z    | G             | A             | B             | TM            | Z             | G  | A        | B        | TM       |          |          |
| 1999/00      | Ferris State Bulldogs   | CCHA         | 38   | 20            | 9             | 29            | 70            | —             | —  | —        | —        | —        |          |          |
| 2000/01      | Ferris State Bulldogs   | CCHA         | 37   | 16            | 13            | 29            | 81            | —             | —  | —        | —        | —        |          |          |
| 2001/02      | Ferris State Bulldogs   | CCHA         | 35   | 28            | 10            | 38            | 68            | —             | —  | —        | —        | —        |          |          |
| 2002/03      | Ferris State Bulldogs   | CCHA         | 42   | 35            | 44            | 79            | 56            | —             | —  | —        | —        | —        |          |          |
| 2003/04      | Mighty Ducks of Anaheim | NHL          | 21   | 0             | 6             | 6             | 12            | —             | —  | —        | —        | —        |          |          |
| 2003/04      | Cincinnati Mighty Ducks | AHL          | 59   | 19            | 25            | 44            | 101           | 9             | 3  | 2        | 5        | 24       |          |          |
| 2004/05      | Cincinnati Mighty Ducks | AHL          | 54   | 22            | 17            | 39            | 71            | 12            | 1  | 7        | 8        | 20       |          |          |
| 2005/06      | Atlanta Thrashers       | NHL          | 2    | 0             | 0             | 0             | 2             | —             | —  | —        | —        | —        |          |          |
| 2005/06      | Mighty Ducks of Anaheim | NHL          | 67   | 19            | 22            | 41            | 69            | 16            | 3  | 5        | 8        | 8        |          |          |
| 2005/06      | Portland Pirates        | AHL          | 5    | 0             | 4             | 4             | 12            | —             | —  | —        | —        | —        |          |          |
| 2006/07      | Anaheim Ducks           | NHL          | 81   | 25            | 35            | 60            | 81            | 13            | 1  | 5        | 6        | 19       |          |          |
| 2007/08      | Anaheim Ducks           | NHL          | 82   | 21            | 29            | 50            | 80            | 6             | 0  | 2        | 2        | 8        |          |          |
| 2008/09      | Anaheim Ducks           | NHL          | 62   | 16            | 19            | 35            | 55            | —             | —  | —        | —        | —        |          |          |
| 2008/09      | Pittsburgh Penguins     | NHL          | 20   | 7             | 11            | 18            | 16            | 24            | 1  | 13       | 14       | 19       |          |          |
| 2009/10      | Pittsburgh Penguins     | NHL          | 50   | 13            | 19            | 32            | 39            | 13            | 4  | 7        | 11       | 8        |          |          |
| 2010/11      | Pittsburgh Penguins     | NHL          | 66   | 23            | 25            | 48            | 47            | 6             | 1  | 0        | 1        | 6        |          |          |
| 2011/12      | Pittsburgh Penguins     | NHL          | 82   | 26            | 35            | 61            | 49            | 6             | 2  | 4        | 6        | 8        |          |          |
| 2012/13      | Pittsburgh Penguins     | NHL          | 48   | 22            | 30            | 52            | 39            | 15            | 5  | 5        | 10       | 6        |          |          |
| 2013/14      | Pittsburgh Penguins     | NHL          | 78   | 35            | 33            | 68            | 66            | 13            | 3  | 5        | 8        | 16       |          |          |
| 2014/15      | Pittsburgh Penguins     | NHL          | 74   | 17            | 23            | 40            | 56            | 5             | 1  | 2        | 3        | 8        |          |          |
| 2015/16      | Pittsburgh Penguins     | NHL          | 80   | 17            | 23            | 40            | 41            | 23            | 4  | 7        | 11       | 15       |          |          |
| 2016/17      | Pittsburgh Penguins     | NHL          | 71   | 9             | 20            | 29            | 36            | 20            | 2  | 9        | 11       | 27       |          |          |
| 2017/18      | Tampa Bay Lightning     | NHL          | 82   | 13            | 16            | 29            | 35            | 17            | 0  | 1        | 1        | 16       |          |          |
| 2018/19      | Chicago Blackhawks      | NHL          | 56   | 5             | 5             | 10            | 23            | —             | —  | —        | —        | —        |          |          |
| Celkem v NHL | Celkem v NHL            | Celkem v NHL | 1022 | 268           | 351           | 619           | 746           | 178           | 27 | 66       | 93       | 164      |          |          |

## Reprezentace
| Rok             | Tým             | Soutěž          | Z  | G | A | B | TM |
| --------------- | --------------- | --------------- | -- | - | - | - | -- |
| 2008            | Kanada          | MS              | 9  | 2 | 5 | 7 | 4  |
| 2014            | Kanada          | ZOH             | 6  | 1 | 0 | 1 | 6  |
| Senioři celkově | Senioři celkově | Senioři celkově | 15 | 3 | 5 | 8 | 10 |